# Marcel Stern
Marcel Gèrard Stern (Genova, 9 gennaio 1922 – 16 aprile 2002) è stato un velista svizzero.

## Carriera
Nacque nel 1922 a Genova. Nel 1948, a 26 anni, partecipò ai Giochi olimpici di Londra 1948 nei 6 metri, specialità della vela, sull'imbarcazione Ylliam VII arrivando 7º. Anche alle Olimpiadi successive, quelle di Helsinki 1952, gareggiò nella stessa classe, sull'imbarcazione Ylliam VIII, arrivando stavolta 6°. Dopo l'abolizione della gara dei 6 metri, passò ai 5,5 metri, ritornando a disputare i Giochi a Città del Messico 1968,
dove vinse la medaglia d'argento insieme a Bernard Dunand e Louis Noverraz, chiudendo dietro alla Svezia, ma davanti al Regno Unito. Era fratello di Charles Stern, di 8 anni più grande, che partecipò, in squadra con lui, a Londra 1948 e Helsinki 1952. Morì nel 2002, a 80 anni.

## Palmarès
- Giochi olimpici

Città del Messico 1968: argento nei 5,5 metri